# Hoogte-breedteverhouding (vlag)
De hoogte-breedteverhouding of ratio van een vlag geeft aan hoe de hoogte van het doek zich verhoudt tot de breedte. Van veel vlaggen is officieel vastgelegd in welke hoogte-breedteverhouding ze gemaakt moeten worden.

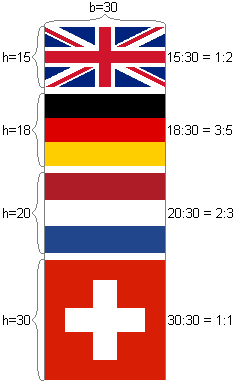
Vergelijking van de Britse, de Duitse, de Nederlandse en de Zwitserse vlag

Het is in de vexillologie gebruikelijk om de hoogte (dat is doorgaans de lijn van linksboven naar linksonder wanneer men de vlag van voren bekijkt) af te zetten tegen de breedte (ook wel de lengte genoemd, doorgaans de lijn van linksboven naar rechtsboven wanneer men de vlag van voren bekijkt). Dit wordt dan weergegeven als hoogte:breedte. Hoe groter het eerste getal, des te hoger de vlag; hoe groter het tweede getal, des te langwerpiger de vlag. Sommigen verkiezen een weergave als breedte:hoogte of verwisselen de termen 'hoogte', 'breedte' en 'lengte'.

## Gebruikelijke verhoudingen
Van de meeste vlaggen is de breedte groter dan de hoogte, aangezien zij langwerpig zijn. Veel voorkomende ratio's zijn 1:2 (zoals de Britse vlag), 2:3 (zoals de Nederlandse vlag) en 3:5 (zoals de Duitse vlag). Bij deze drie vlaggen is de breedte respectievelijk twee, drie tweede en vijf derde keer zo lang als de hoogte. Het is dus onjuist om de Britse, de Nederlandse en de Duitse vlag dezelfde hoogte en breedte te geven. Naast langwerpige vlaggen zijn er ook vierkante vlaggen, zoals de vlag van Zwitserland. Aan deze vlaggen wordt doorgaans een hoogte-breedteverhouding van 1:1 toegekend.
Van de meeste nationale en subnationale vlaggen is de hoogte-breedteverhouding in wetgeving vastgelegd. Soms ontbreekt deze wetgeving, maar dan houdt men doorgaans wel vast aan een 'standaardmaat' als 1:2, 2:3 of 3:5. Soms gebruikt men voor bepaalde doeleinden een afwijkende ratio, zoals bij de vlag van Kroatië waar de 'gewone' vlag een ratio van 1:2 heeft, terwijl de handelsvlag een verhouding van 2:3 heeft.

## Minder gebruikelijke verhoudingen
Soms is de hoogte-breedteverhouding niet een gebruikelijke verhouding als 1:2, 2:3 of 3:5. Voorbeelden hiervan zijn de vlag van Alaska (125:177), de vlag van Pennsylvania (27:37) en de vlag van België (13:15). De vlag van Togo heeft een ratio van 1:1,618 of 500:809, de gulden snede.
Bij sommige vlaggen is de hoogte groter dan de breedte. Dit is bijvoorbeeld het geval bij de vlag van Nepal, die een hoogte-breedteverhouding van 4:3 heeft. Deze vlag heeft nog een bijzonderheid: ze heeft geen vier rechte zijden. Dit tweede komt bijvoorbeeld ook voor bij de vlag van Ohio, de vlag van Groot-Polen en de vlag van Ermland-Mazurië. De hoogte-breedteverhouding is hier de verhouding tussen de hoogte en de langst mogelijke denkbeeldige horizontale lijn. Bij de hier links afgebeelde Groot-Poolse vlag is dat 5:11, omdat een denkbeeldige horizontale lijn langs de bovenkant (die langer is dan de onderkant) 11/5 keer zo lang is als de hoogte van de vlag.